# Abdelkader Laïfaoui
Abdelkader Laïfaoui (ur. 9 lipca 1981 w Hussein Dey) – algierski piłkarz grający na pozycji obrońcy.

## Kariera klubowa
Karierę piłkarską Laïfaoui rozpoczął w klubie OMR El Annasser. W 1999 roku zadebiutował w jego barwach w drugiej lidze algierskiej i grał w nim do 2003 roku. Wtedy też odszedł do pierwszoligowego NA Hussein Dey. Piłkarzem Hussein Dey był do 2005 roku i wtedy też odszedł do CR Belouizdad. Z kolei w 2007 roku ponownie zmienił klub i przeszedł do innego pierwszoligowca, ES Sétif. W latach 2007 i 2008 dwukrotnie z rzędu zwyciężył z nim w Arabskiej Lidze Mistrzów. W 2009 roku wygrał z nim mistrzostwo Algierii, a w 2010 zdobył Puchar Algierii.
W 2011 roku przeszedł do USM Algier. W sezonie 2012/2013 zdobył z nim krajowy puchar, a w sezonie 2013/2014 został mistrzem Algierii. W latach 2015–2018 grał w USM Blida, w którym zakończył karierę.
| Sezon   | Klub            | Kraj     | Rozgrywki              | Mecze | Bramki |
| ------- | --------------- | -------- | ---------------------- | ----- | ------ |
| 1999/00 | OMR El Annasser | Algieria | II. liga               | ?     | ?      |
| 2000/01 | OMR El Annasser | Algieria | II. liga               | ?     | ?      |
| 2001/02 | OMR El Annasser | Algieria | II. liga               | ?     | ?      |
| 2002/03 | OMR El Annasser | Algieria | II. liga               | ?     | ?      |
| 2003/04 | NA Hussein Dey  | Algieria | Championnat National   | 26    | 1      |
| 2004/05 | NA Hussein Dey  | Algieria | Championnat National   | 26    | 1      |
| 2005/06 | CR Belouizdad   | Algieria | Championnat National   | 25    | 3      |
| 2006/07 | CR Belouizdad   | Algieria | Championnat National   | 28    | 1      |
| 2007/08 | ES Sétif        | Algieria | Championnat National   | 24    | 0      |
| 2008/09 | ES Sétif        | Algieria | Championnat National   | 25    | 0      |
| 2009/10 | ES Sétif        | Algieria | Championnat National   | 17    | 3      |
| 2010/11 | ES Sétif        | Algieria | Championnat National   | 23    | 1      |
| 2011/12 | USM Algier      | Algieria | Championnat National   | 23    | 2      |
| 2012/13 | USM Algier      | Algieria | Championnat National   | 9     | 0      |
| 2013/14 | USM Algier      | Algieria | Championnat National   | 11    | 0      |
| 2014/15 | USM Algier      | Algieria | Championnat National   | 14    | 1      |
| 2015/16 | USM Blida       | Algieria | Championnat National   | 28    | 1      |
| 2016/17 | USM Blida       | Algieria | Championnat National 2 | 26    | 0      |
| 2017/18 | USM Blida       | Algieria | Championnat National 2 | 12    | 0      |

## Kariera reprezentacyjna
W reprezentacji Algierii Laïfaoui zadebiutował 17 sierpnia 2004 roku w zremisowanym 2:2 towarzyskim spotkaniu z Burkiną Faso. W 2009 roku wywalczył z Algierią awans na Mistrzostwa Świata w RPA, a w 2010 roku znalazł się w kadrze na Puchar Narodów Afryki 2010.